# Orchis de Laponie
Dactylorhiza lapponica
Espèce
Statut de conservation UICN

 LC  : Préoccupation mineure
L'Orchis de Laponie (Dactylorhiza lapponica) est une espèce d'orchidées du genre Dactylorhiza originaire d'Europe centrale et du Nord.